# نت‌جتس
نت‌جتس (به انگلیسی: NetJets) یک شرکت هواپیمایی با کد یاتا 1I است که در ۱۹۸۶ میلادی تأسیس شده‌است. دفتر مرکزی نت‌جتس در کلمبوس، اوهایو واقع شده‌است.